# Épistocratie
L’épistocratie, aussi appelée épistémocratie, est un système politique qui accorde plus de crédit ou de pouvoir à des personnes ayant une meilleure maîtrise des sujets traités dans la prise de décisions.

## Étymologie
Le mot épistocratie vient du grec ἐπιστήμη, « science » dans le sens de « savoir », et de κράτος, « souveraineté ». Il s'agit d'un néologisme issu de epistocracy utilisé dans la théorie politique anglo-saxonne pour une idée ancienne se trouvant notamment chez Platon ou le système du mandarinat confucéen.

## Principe
Le principe de l'épistocratie est d'accorder plus de crédit, de pouvoir à des personnes ayant une meilleure maîtrise des sujets traités.
L'idéal épistocratique réside dans l'utilisation de la neutralité scientifique comme exigence méthodologique dans le processus de prise de décision.
En politique, l'épistocratie tend à nommer des experts reconnus aux postes clefs dépendant de leur domaine d'activité.
L'idéal épistocratique peut ainsi se rapprocher de certains aspects de la philosophie des Lumières, dont l'objectif de combattre l’irrationnel, l’arbitraire, l’obscurantisme et la « superstition »[réf. nécessaire].

## Épistocratie vs Technocratie
L'épistocratie et la technocratie sont deux concepts politiques qui accordent une place importante à l'expertise dans la gouvernance, toutefois ils présentent des différences significatives.
Selon le philosophe Alain Cambier, l'épistocratie met l'accent sur le savoir et la connaissance en général, tandis que la technocratie se concentre spécifiquement sur l'expertise technique et scientifique. Ainsi, l'épistocratie est plus encline à donner le pouvoir à ceux qui sont les plus éduqués, dans un sens global, alors que la technocratie a tendance à répartir le pouvoir entre des experts sur des champs délimités par leur domaine de compétences. 
L'épistocratie englobe divers domaines de connaissance, y compris les sciences humaines et sociales. La technocratie est généralement associée aux domaines techniques, scientifiques et économiques. Selon le mouvement technocratique, les faits culturels ou sociologiques sont ignorés, ou traités selon un mode comportementaliste. L'être humain est considéré comme un mécanisme parmi d'autres : l'observation du contexte et des stimuli permet d'établir des relations de cause à effet dans le comportement humain, individuel ou social. L'« animal humain » est censé répondre naturellement aux mêmes règles du conditionnement classique que celles des animaux, en ayant cependant des conditionnements d'un ordre supérieur et pouvant être conditionnés par un nombre inférieur de stimuli. De ce fait, l'approche technocratique traite des questions sociales avec les mêmes méthodes scientifiques que les problèmes économiques ou industriels. Le mouvement technocratique affirme qu'« il n'existe qu'une seule science », sans frontière entre les sciences naturelles et les sciences sociales. 
L'épistocratie et la technocratie trouvent leurs racines dans la philosophie platonicienne de la Grèce antique. Toutefois, la technocratie s'inspire surtout de l'industrialisation et de la montée en puissance des experts techniques au début du XXe siècle. L'épistocratie, selon Alain Cambier, vise à améliorer la qualité des décisions politiques en s'appuyant sur la connaissance et la sagesse, alors que la technocratie à pour objectif d'optimiser l'efficacité et la rationalité des processus de gouvernance.

## Défenseurs
Plusieurs philosophes proposent des systèmes épistocratique :
Dans le livre V de La République, c'est le philosophe roi qui gouverne la cité idéale selon Platon.
L'idée est entre autres développée par Socrate, qui explique notamment que le philosophe roi, en s’élevant vers le monde des Idées, atteint un désintéressement du pouvoir qui lui permet de bien gouverner.
John Stuart Mill suggère de partiellement donner des droits de vote supplémentaires aux citoyens ayant un diplôme universitaire ou exerçant un métier intellectuel. Selon Mill, le meilleur gouvernement est celui qui permet la participation de tous les citoyens, tout en accordant une influence particulière aux opinions éclairées. Dans Le Gouvernement représentatif, il propose un système où « les intérêts, les opinions, les degrés d'intelligence qui sont en minorité seraient néanmoins entendus, avec chance d'obtenir, par le poids de leur réfutation et par la puissance de leurs arguments, une influence supérieure à leur force numérique »,.
Jason Brennan (en) évoque des mesures à considérer : le droit de vote pourrait être réservé à ceux qui auraient passé avec succès un examen de connaissances politiques de base ; les citoyens disposant de compétences politiques confirmées pourraient bénéficier de droits de vote supplémentaires.

## Critiques
Si en théorie l'épistocratie semblerait plus efficace que la démocratie, elle a le défaut de diviser la population en deux catégories : ceux qui savent et qui ont donc le pouvoir, et ceux qui ne savent pas et qui n'ont donc pas le pouvoir. Un risque inhérent est la création d'une oligarchie. On pourrait même admettre qu'il s'agit bel et bien d'une oligarchie, à partir du moment où le pouvoir est détenu uniquement par « ceux qui savent ». L'interrogation peut toutefois porter sur la possibilité d'étendre progressivement le dit savoir, afin de permettre à une portion de plus en plus large de la population de participer activement à la vie politique. Ici se trouve mise en avant la question de savoir si l'oligarchie que représente l'épistocratie serait susceptible de basculer progressivement vers un système plus démocratique.
La pandémie de Covid-19 en France a soulevé cette question, qui a rapproché les spécialistes des sciences du vivant du pouvoir[réf. incomplète].
Dans Le Savant et le Politique, Max Weber délimite la frontière entre les deux au travers de la notion de neutralité axiologique. Selon Weber, seul le politique, libre et souverain (Freiheit), dispose du monopole de hiérarchisation des valeurs (Wert). Au travers de ce qu'il appelle le Wertfreiheit (« liberté de valeur »), Weber affirme que le savant doit s'en tenir à une neutralité éthique et à un désintérêt de tout jugement de valeur. Cela va à l'encontre de l'idéal épistocratique prônant l'investissement politique du scientifique et l'utilisation du savoir scientifique comme base de la décision.

## Vers une algocratie
En 2016, John Danaher, de l'université nationale d'Irlande à Galway, évoque l'imminence ou la « menace d'une algocratie », c'est-à-dire une situation où le pouvoir décisionnel serait pris en charge par les algorithmes, via l'exploration de données et limiterait la participation humaine. Cela donnerait lieu à un favoritisme épistémique envers les systèmes algorithmiques, dont l'opacité, d'éventuels biais et la discrétion rendent la compréhension difficile, voire impossible, pour la majorité des êtres humains. Le concept de l'algocratie serait ainsi de nature spéculative, mais néanmoins en cours de concrétisation. 
Le mot « algocratie » figure déjà dans le titre de trois livres entre 2020 et 2023 : Résister à l’algocratie. Rester humain dans nos métiers et dans nos vies de Vincent Magos, Algocratie. Vivre libre à l’heure des algorithmes d'Arthur Grimonpont, Algocratie. Allons-nous donner le pouvoir aux algorithmes ? de Hugues Bersini. Adrien Tallent note que l'économie spéculative (bourse, banque, fonds d'investissements) fonde de plus en plus ses décisions sur des algorithmes financiers (ex. : « le fond américain BlackRock, utilise notamment l’intelligence artificielle Aladdin, outil d’investissement capable d’évaluer les risques financiers et qui a contrôlé jusqu’à 20 000 milliards de dollars d’actifs financiers ».
Dans les années 2010, la prise de décisions dans les pays industrialisés correspondrait davantage au modèle de l'épistocratie, notamment dans sa dimension technique, la technocratie, où les experts techniques se trouvent en position d'autorité[réf. souhaitée].